# Deerock Lake
Deerock Lake är en sjö i Kanada.   Den ligger i countyt Lennox and Addington County och provinsen Ontario, i den sydöstra delen av landet, 140 km sydväst om huvudstaden Ottawa. Deerock Lake ligger 256 meter över havet. Arean är 4,4 kvadratkilometer. Den ligger vid sjöarna  Denis Lake och McDonald Lake. Den sträcker sig 1,6 kilometer i nord-sydlig riktning, och 5,5 kilometer i öst-västlig riktning.
I omgivningarna runt Deerock Lake växer i huvudsak blandskog. Runt Deerock Lake är det mycket glesbefolkat, med 2 invånare per kvadratkilometer.